# Gare de Hommelvik
La gare de Hommelvik est une gare ferroviaire norvégienne de la ligne de Meråker (ligne du Nordland), située à  Hommelvik sur le territoire de la commune de Malvik dans le comté de Trøndelag. 
Mise en service en 1881, c'était une station voyageurs et marchandises avec un bâtiment qui a été depuis désaffecté du service ferroviaire mais toujours présent et abrite notamment un café.
C'est un simple point d'arrêt de la Norges Statsbaner (NSB).

## Situation ferroviaire
Établie à 8 mètres d'altitude, la gare de Hommelvik est situé au point kilométrique (PK) 23,14 de la ligne de Meråker (sur une section intégrée dans la ligne du Nordland), entre les gares ouvertes de Vikhammer et de Hell.

## Histoire
La gare de Hommelvik est mise en service le 17 octobre 1881. Elle dispose d'un bâtiment dû à l'architecte Peter Andreas Blix (no).

## Service des voyageurs

### Accueil
Halte NSB, c'est un point d'arrêt non géré (PANG) à entrée libre, avec comme unique équipement un abri de quai,.

### Desserte
Hommelvik est desservie par la ligne locale (appelée  Trønderbanen) en direction de Lerkendal.

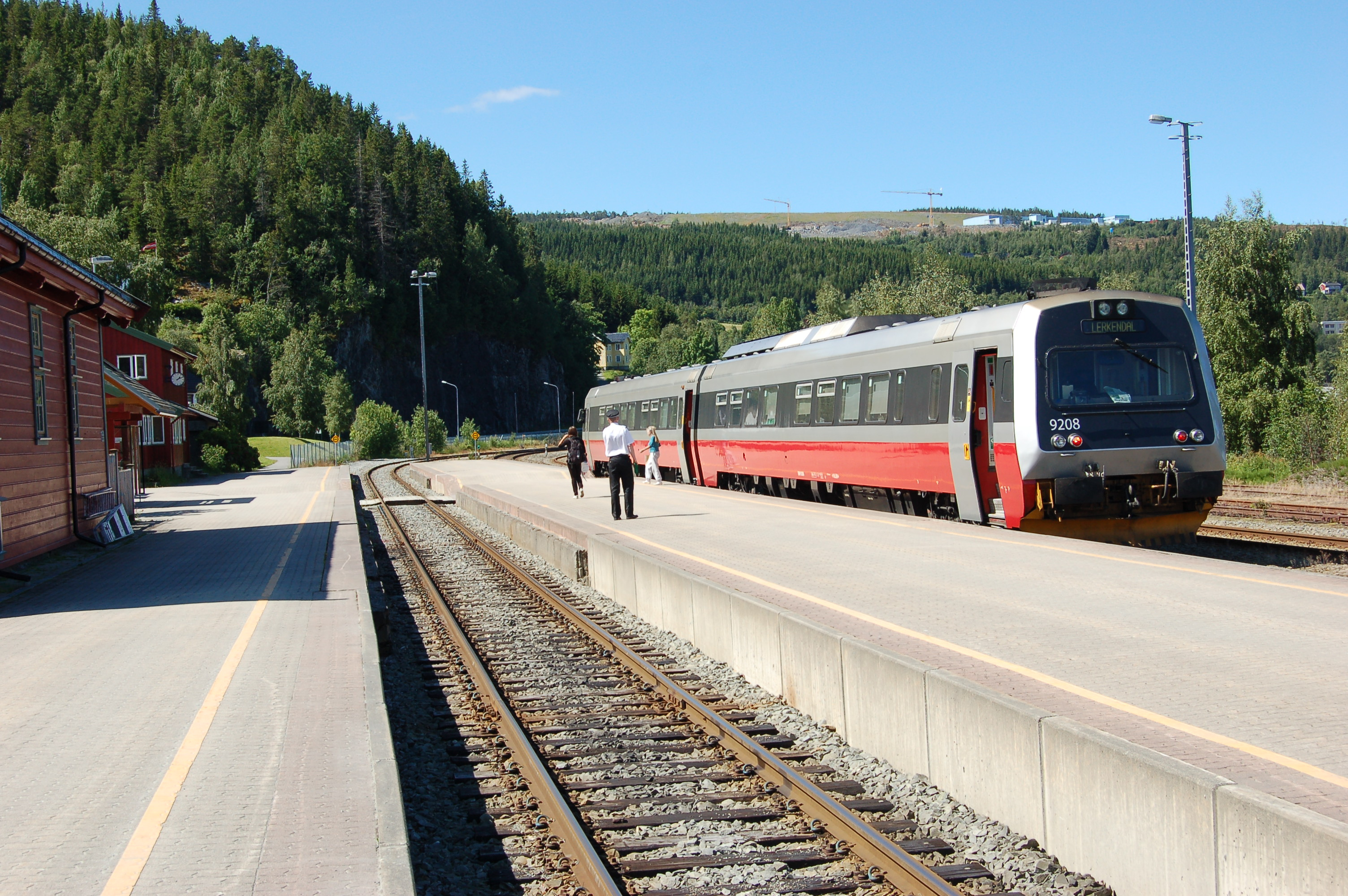
Desserte de la gare en 2008.

### Intermodalités
Un parc couvert pour les vélos et un parking pour les véhicules y sont aménagés.
Un arrêt de bus et une station de taxis sont situés à proximité.

## Patrimoine ferroviaire
L'ancien bâtiment voyageurs désaffecté du service ferroviaire est loué à des organisations privées. Il est en partie réaménagé en café en 1995.